# 오시프 예르만스키
오시프 아르카디예비치 예르만스키(러시아어: О́сип Арка́дьевич Ерма́нский: 1867년 7월 28일 - 1941년)는 러시아의 사회민주주의 정치인, 경제이론가, 작가다. 본명은 이오시프 아르카디예비치 코간(러시아어: Иосиф Аркадьевич Коган)이며, M. 보리소프(Borisov), A. O. 구슈카(Gushka), 메에로비치(Meerovich), P. R. 등의 가명을 사용했다. 소련에서의 경영학을 시작한 사람들 중 하나이며, 특히 그 사회심리학적 경향을 대표했다.
러시아 혁명 이전에 멘셰비키였기 때문에 10월 혁명 이후 경원시당했으며, 정치일선에 나서지 못하고 연구와 저술만 하다가 1921년, 1931년, 1937년, 1940년 체포당하기를 반복했다. 1941년 굴라크에서 죽었다.